# David Castedo
Escudero David Castedo est un footballeur espagnol né le 26 janvier 1974 à Palma (Majorque). Mesurant 1,66 m et pesant 67 kg, il évolue au poste de défenseur. Il a remporté la Coupe UEFA ainsi que la Supercoupe d'Europe en 2006.
En 2007-08, il joue à Levante où les problèmes internes et financiers minent le club. Il joue 18 matchs et ne peut éviter la relégation. Le club résilie son contrat début août 2008.

## Carrière
- 1993-1997 : RCD Majorque (111 matchs)
- 1997-1998 : Hercules Alicante (23 matchs, 1 but)
- 1998-1999 : CF Extremadura (32 matchs)
- 1999-2000 : RCD Majorque (9 matchs, 1 but)
- 2000-2007 : FC Séville (235 matchs et 2 buts)
- 2007-2008 : Levante UD (18 matchs)

## Palmarès
- Vainqueur de la Coupe UEFA en 2006 et 2007 avec le FC Séville.
- Vainqueur de la Supercoupe d'Europe en 2006 avec le FC Séville.
- Champion d'Espagne de division 2 en 2001 avec le FC Séville.